# Guipavas
Guipavas (bretonisch Gwipavaz) ist eine französische Gemeinde im Westen der Bretagne im Département Finistère mit 15.401 Einwohnern (Stand 1. Januar 2022). Sie gehört zum Gemeindeverband Brest Métropole im Ballungsraum von Brest mit etwa 210.000 Einwohnern.

## Geographie
Das Stadtzentrum von Brest liegt acht Kilometer (km)  westlich. Das Gebiet der Kommune Guipavas ragt aber mit seinen westlichsten Ortsteilen Coataudon und Tourbian zwischen den Gemeinden Le Relecq-Kerhuon und Gouesnou bis direkt an das städtische Siedlungsgebiet von Brest heran. Die Rue de l'Eau Blanche und in ihrer Fortsetzung der Bachlauf des Stang-Alar bilden die westliche Grenze von Guipavas zur Stadt Brest. So gehört auch der größere Flächenanteil des Botanischen Gartens im Vallon du Stang-Alar zur Gemeinde Guipavas, ebenso wie der Badestrand Moulin Blanc. In diesem westlichsten Gemeindeteil, inzwischen großenteils durch Neubaugebiete erschlossen, gab es auch in der jüngeren Vergangenheit die größten Bevölkerungszuwächse.
Die Entfernung nach Paris beträgt ungefähr 500 Kilometer.
Angrenzende Gemeinden sind (im Uhrzeigersinn von Norden): Plabennec, Kersaint-Plabennec, Saint-Divy, La Forest-Landerneau, Le Relecq-Kerhuon, Brest und Gouesnou.

## Bevölkerungsentwicklung
| Jahr      | 1962 | 1968 | 1975 | 1982   | 1990   | 1999   | 2007   | 2017   |
| Einwohner | 6610 | 7346 | 8959 | 10.425 | 11.956 | 12.588 | 13.855 | 14.482 |

## Verkehr
Nordwestlich der Gemeinde befindet sich eine Anschlussstelle an die Schnellstraße N 12 / E 50 (Brest – Rennes); südlich kann die E 60 (Brest – Nantes) nach wenigen Kilometern erreicht werden.
Die nächsten Bahnhöfe im Eisenbahn-Regionalverkehr befinden sich in Le Relecq-Kerhuon und in Brest. Der Bahnhof in Brest ist darüber hinaus auch Endstation des TGV Atlantique.
Der Regionalflughafen Brest/Guipavas Aeroport liegt zwei Kilometer nördlich des Ortszentrums auf dem Gebiet der Gemeinde.
Seit 2012 ist der westlichste Gemeindeteil von Guipavas ab Keradrien-Froutven durch die Straßenbahnlinie A direkt mit dem Stadtzentrum von Brest verbunden.

## Sehenswürdigkeiten
Siehe: Liste der Monuments historiques in Guipavas

## Gemeindepartnerschaft
Mit der Gemeinde Barsbüttel in Schleswig-Holstein besteht seit 1986 eine Städtepartnerschaft.